# Suat Mamat
Suat Mamat (Estambul, 8 de noviembre de 1930-3 de febrero de 2016) fue un futbolista turco.

## Selección nacional
Fue internacional con la Selección de fútbol de Turquía en 27 partidos internacionales, marcando cuatro goles entre 1954 y 1963.

### Participaciones en Copas del Mundo
| Mundial                        | Sede  | Resultado    | Partidos | Goles |
| ------------------------------ | ----- | ------------ | -------- | ----- |
| Copa Mundial de Fútbol de 1954 | Suiza | Primera fase | 2        | 3     |

## Clubes
| Club             | País    | Año         |
| ---------------- | ------- | ----------- |
| Ankara Demirspor | Turquía | 1949 - 1952 |
| Galatasaray      | Turquía | 1952 - 1964 |
| Beşiktaş         | Turquía | 1964 - 1968 |
| Vefa S.K.        | Turquía | 1968 - 1969 |